# Boleslao il Pio
Boleslao il Pio, in polacco: Bolesław Pobożny, (1224/7 – 14 aprile 1279), fu duca della Grande Polonia dal 1239 al 1247 (secondo alcuni storici dal 1239 al 1241 solo duca di Ujście), duca di Kalisz dal 1247 al 1249, duca di Gniezno dal 1249 al 1250, duca di Gniezno e Kalisz dal 1253 al 1257, duca dell'intera Grande Polonia e Poznań dal 1257 al 1273, nel 1261 signore di Ląd, reggente dei ducati di Masovia, Płock e Czersk dal 1262 al 1264, signore di Bydgoszcz dal 1268 al 1273, duca di Inowrocław dal 1271 al 1273 e duca di Gniezno e Kalisz dal 1273 fino alla sua morte.
Era il secondo figlio di Ladislao Odonic, duca della Grande Polonia e della moglie Jadwiga, che era probabilmente la figlia di Mestwin I, duca di Pomerania, o un membro della dinastia dei Přemyslidi. Il suo nome fu molto usato nella dinastia dei Piast e perciò non si sa esattamente da quale altro Boleslao fosse stato preso. Molto presto Boleslao ricevette il soprannome di "Pio", datogli durante la sua vita dalla Cronaca del Capitolo di Poznań.

## Biografia

### I primi anni
I primi anni di Boleslao lo videro condividere la feroce disputa di suo padre Ladislao Odonic contro Ladislao III Laskonogi (zio di Ladislao Odonic) per l'eredità. Tuttavia, Ladislao Odonic si prese cura adeguatamente della crescita della sua progenie, come dimostra il fatto che Boleslao, come suo fratello maggiore Przemysł I, era in grado di leggere e scrivere in latino.

### Sotto la tutela di Przemysł I

#### Co-Duca della Grande Polonia
Poiché Boleslao era minorenne quando Ladislao Odonic morì il 5 giugno 1239, suo fratello maggiore Przemysł I regnò inizialmente da solo. Gli storici concordano sul fatto che il territorio ereditato dai fratelli fosse inizialmente piccolo, ma non concordano sul fatto che si estendesse o meno oltre Ujście e Nakło, nel nord della Polonia. Nel 1241, Przemysł e Boleslao iniziarono a reclamare le terre che il loro padre aveva perso. Nel 1243 i fratelli riconquistarono la maggior parte dei ducati di Poznań e Gniezno, nel 1244 Kalisz, nel 1247 Santok e nel 1249 Wieluń. Nel 1244, Boleslao sostenne il fratello in un conflitto tra la nobiltà locale e il clero guidato dal vescovo di Poznań Bogufał II per i privilegi che il padre aveva concesso poco prima della sua morte. Il 24 aprile 1245 Przemysł riconobbe il raggiungimento della maggiore età di Boleslao, facendolo cavaliere durante una solenne messa in onore di Sant'Adalberto di Praga a Gniezno, celebrata dall'arcivescovo Pełka Liz.

#### Duca di Kalisz-Gniezno
L'indivisibilità del ducato non piaceva a Boleslao e nel 1247 persuase suo fratello Przemysł I a dargli un territorio da governare da solo: la terra tra il fiume Prosna e Przemęt, a nord del fiume Warta e verso il fiume Oder; in pratica era il ducato di Kalisz. Questa divisione, sebbene piuttosto ingiusta per Boleslao, fu approvata dalla Chiesa e, dopo che lui protestò fu minacciato di scomunica. Nonostante avesse ora il proprio dominio, Boleslao non ebbe alcuna politica estera: questa continuava ad essere responsabilità di suo fratello. Ciò fu rivelato durante la disputa con il duca Casimiro I di Cuiavia in merito al possesso di Ladzka, che gli era stata donata da Enrico II il Pio come dote per sua figlia Costanza, seconda moglie di Casimiro I. Questa decisione non era stata riconosciuta dai figli di Ladislao Odonic, ma alla fine si riconciliarono e firmarono persino un'alleanza con il duca della Cuiavia, che effettivamente eliminò qualsiasi tentativo di cambiare la proprietà della terra contesa.
Nel 1249 Boleslao, insoddisfatto della tutela del fratello maggiore, lo persuase a fare una nuova divisione del loro patrimonio. Ricevette i Ducati di Kalisz e Gniezno, con l'aggiunta di Wieluń, che era stata recentemente restituita al regno dei figli di Ladislao Odonic. Questa nuova divisione fu apparentemente fatta pacificamente, perché più tardi in quello stesso anno i fratelli insieme diedero sostegno a Corrado I di Głogów contro suo fratello Boleslao II il Calvo. Tuttavia, il 19 maggio 1250 si verificò un evento inspiegabile, riferito nella Cronaca della Grande Polonia:
Przemysł catturò suo fratello Boleslao e prese tutte le sue terre e castelli.
Il conflitto non fu certamente da poco, poiché Boleslao non riacquistò la libertà fino al 20 aprile 1253, grazie alle pressioni del potente clero della Grande Polonia. La riconciliazione finale tra i fratelli avvenne nel maggio di quell'anno in un incontro a Pogorzelica vicino a Giecz, dove grazie alla mediazione di Pełka (Fulko), arcivescovo di Gniezno, Boleslao recuperò il suo ducato di Kalisz-Gniezno. In seguito i fratelli collaborarono senza problemi, ma Boleslao era ancora escluso dalla gestione della politica estera della Grande Polonia. L'8 maggio 1254, Boleslao prese parte all'incontro nazionale dei principi Piast a Cracovia in occasione della canonizzazione di San Stanislao, dove decisero di formare una coalizione contro Swietopelk II, duca di Pomerania. Tra i principi che parteciparono c'erano suo fratello Przemysł I, Casimiro I di Cuiavia, Siemowit I di Masovia, Ladislao di Opole e Boleslao V il Casto. Nel settembre di quell'anno Boleslao partecipò a una spedizione contro Enrico III il Bianco lanciato da suo fratello e Corrado I di Głogów.

### Regnante unico. Duca della Grande Polonia

#### Politica estera
Il 4 giugno 1257 morì Przemysł I, a soli 36 anni. Con la morte di suo fratello, nuovi orizzonti si aprirono per Boleslao. Divenne l'unico regnante incontrastato dell'intera Grande Polonia. Sebbene il figlio "postumo" di suo fratello, Przemysł II, fosse nato il 14 ottobre di quell'anno, Boleslao fu suo tutore finché non fu dichiarato adulto. Il primo atto della nuova politica estera di Boleslao fu il suo matrimonio nel 1258 con la principessa Iolanda (Jolenta Helena), figlia del re Béla IV d'Ungheria. Questa unione creò un legame permanente tra Boleslao e l'Ungheria, riflesso nell'assistenza fornita nel conflitto con la Boemia dopo l'estinzione della Casa di Babenberg. A Boleslao questa alleanza costò la completa devastazione della Grande Polonia durante l'inverno del 1267-1268 da parte delle truppe del re Ottocaro II di Boemia durante il suo ritorno da una spedizione contro i prussiani. Una delle tappe di questa guerra fu anche il viaggio intrapreso da Boleslao insieme a Boleslao V il Casto e Leszek II il Nero nell'autunno del 1273 contro Ladislao di Opole, alleato della dinastia dei Premyslidi.

#### Relazioni con i ducati di Masovia e Cuiavia
Durante il 1258-1261 Boleslao fu coinvolto in una lunga e distruttiva guerra contro Casimiro I di Cuiavia e il suo alleato Swietopelk II per la castellania di Ladzka. A tal fine, il Duca della Grande Polonia si alleò con Wartislaw III, Duca di Pomerania-Demmin, Siemowit I di Masovia, Boleslao V il Casto e Roman Danilovič, Principe di Navahrudak. La guerra finì con una vittoria completa e Ladzka ritornò nella Grande Polonia. Il trattato formale fu firmato il 29 novembre 1259; tuttavia, Casimiro I tardò ad adempiere alle disposizioni dell'accordo, che portò nel 1261 a una nuova spedizione militare.
Il 23 giugno 1262 Siemowit I fu ucciso per mano delle truppe lituane e il suo figlio maggiore, Corrado II, fu fatto prigioniero. Sia Corrado II che suo fratello minore Boleslao II erano minorenni in quel momento; per questo motivo, Boleslao divenne reggente dei loro domini (Ducati di Masovia, Płock e Czersk) per i successivi due anni, fino al 1264, quando Corrado II ottenne la libertà e tornò in Masovia.
Nel 1268 Boleslao interferì nuovamente negli affari della Cuiavia. Il figlio di Casimiro I, il duca Ziemomysł di Inowroclaw, seguiva una politica di stretti contatti con l'Ordine Teutonico e il Duca Sambor II di Pomerania, che era diventato suo suocero. Ciò causava profondo malcontento tra la nobiltà locale che chiese aiuto a Boleslao. Il duca della Grande Polonia prese rapidamente Radziejów, Kruszwica e il castello a Bydgoszcz; tuttavia con una rapida azione Ziemomysł riacquistò il controllo temporaneo di queste terre.
Nonostante questo successo, Ziemomysł continuò con la sua politica filo-tedesca-pomerania, che provocò una nuova rivolta da parte dei suoi sudditi, che chiamarono nuovamente Boleslao per chiedere aiuto: nel 1271 invase il ducato di Inowrocław e costrinse Ziemomysł a fuggire. Boleslao mantenne il Ducato fino al 1273, quando lo donò al fratello di Ziemomysł, Leszek II il Nero, ad eccezione di Radziejów e Kruszwica, che rimasero nella Grande Polonia.

#### Guerra contro il Brandeburgo
Dall'inizio del suo governo autonomo, Boleslao stabilì contatti con il Margraviato di Brandeburgo, governato dagli Ascanidi; in questo seguì la politica del fratello Przemysł I, che sposò anche la sua primogenita Costanza con Corrado, figlio del margravio Giovanni I. Tre anni dopo la morte di Przemysł I (nel 1260), Costanza e Corrado furono formalmente sposati. Come dote, il Brandeburgo ricevette la castellania di Santok (ma senza l'importante città principale) con il consenso di un wiec riunito nella Grande Polonia, che ebbe luogo il 1º luglio 1260 a Poznań.
Tuttavia, la pace attesa da questo matrimonio fu di breve durata. All'inizio del 1265 il Brandeburgo occupò la città principale di Santok e ruppe l'accordo precedente. Grazie a un immediato intervento diplomatico, Boleslao firmò presto un nuovo trattato con il Brandeburgo, in base al quale la Grande Polonia incendiava la fortezza costruita a Drezdenko, e il Brandeburgo bruciava del pari la sua fortezza a Santok. Ma nel 1269 scoppiò di nuovo la guerra con il Brandeburgo. Costruirono una fortezza a Sulęcin, e in risposta Boleslao fece la stessa cosa a Międzyrzecz. L'invasione di Międzyrzecz, effettuata dai Margravi di Brandeburgo, fu respinta con successo da Boleslao, che nel dicembre del 1269 poté avanzare fino a Lubusz e, inoltre, durante questa spedizione incendiarono diverse fortezze, inclusa quella costruita di recente a Sulęcin. Entrambe le parti fecero un nuovo accordo e furono restaurate le fortezze a Santok (dal Brandeburgo) e Drezdenko (dalla Grande Polonia). Sfortunatamente, quest'ultima fu catturata dal Brandeburgo nel 1270. Per questo motivo, nella primavera del 1271, Boleslao organizzò un'importante spedizione militare contro Santok e Neumark, devastando queste terre ma non riuscì a recuperare i domini perduti.
La guerra con gli Ascanidi non si limitò alle aree di confine della Grande Polonia. Nel 1272 Boleslao entrò in alleanza con Mestwin II, Duca di Pomerania-Danzica; un anno dopo (nel 1273), rinnovò il suo omaggio al Brandeburgo e promise il suo aiuto al Margraviato contro tutti i suoi nemici, tranne il Duca della Grande Polonia. Nello stesso anno fu lanciata un'altra spedizione contro il Brandeburgo. Benché nominalmente il comando delle truppe fosse stato dato da Boleslao al suo giovane nipote Przemysł II, la spedizione era comandata da comandanti esperti come il voivoda di Poznań, Przedpełk Łodzia e il castellano di Kalisz Janek. Questi riconquistarono con successo sia Drezdenko che Strzelce. L'ultima campagna contro il Brandeburgo durante la vita di Boleslao avvenne nell'estate del 1278, quando le truppe della Grande Polonia avanzarono fino a Myślibórz e alla fine recuperarono Santok.

#### Politica interna
Boleslao continuò la politica di Przemysł I e mantenne nelle loro posizioni i nobili da lui nominati. Sviluppò anche buoni rapporti con la gerarchia ecclesiastica, cercando anche di influenzare la nomina dei più importanti incarichi religiosi. La sua generosità verso il clero, permise ai francescani di stabilirsi nel 1259 a Gniezno. Durante il suo regno fu anche creato il monastero delle Clarisse di Gniezno, rimasto però incompiuto anche al momento della morte di Przemysł II.
Il 16 agosto 1264 Boleslao concesse il primo privilegio scritto agli ebrei della Grande Polonia (lo "Statuto di Kalisz"). Esso regolava l'autorità giudiziaria sulla popolazione ebraica, il credito ebraico e l'attività commerciale. Lo statuto relativamente liberale servì come base per i privilegi ebraici in Polonia fino al 1795.

#### Rapporti con Przemysł II. Morte
Nel 1273, dopo la vittoriosa spedizione contro il Brandeburgo, Przemysł II iniziò a rivendicare un proprio ducato separato. Incapace di fronteggiare la potente pressione, Boleslao acconsentì e affidò a suo nipote il distretto di Poznań. Per legare Przemysł II alla sua politica, Boleslao organizzò il matrimonio di suo nipote con Ludgarda, figlia di Enrico I il Pellegrino, Signore del Meclemburgo. Inoltre, Ludgarda era una nipote del duca Barnim I di Pomerania, e grazie a questa unione fu rafforzata l'alleanza con la Pomerania occidentale. Il percorso politico dei duchi della Grande Polonia, tuttavia, si divise presto, quando Przemysł II si alleò con Enrico IV il Probo, e Boleslao, usando la prigionia di Enrico IV nel 1277, cercò di forzare concessioni finanziarie. Boleslao sostenne questa politica con il matrimonio della sua primogenita Elisabetta con Enrico V il Grasso, Duca di Legnica.
Boleslao morì il 14 aprile 1279 a Kalisz e fu sepolto nella Basilica Cattedrale dei Santi Pietro e Paolo a Poznań.

## Matrimonio e discendenza
Nel 1258 Boleslao sposò Iolanda (anche citata come Jolenta o Helena) (n. 1244 - m. 16/17 giugno dopo il 1304), figlia del re Béla IV d'Ungheria. Ebbero tre figlie:
- Elisabetta (n. 1261/63 - m. settembre 1304), sposata nel 1273 a Enrico V, Duca di Legnica.
- Edvige (Jadwiga , n. 1270/75 - m. 10 dicembre 1339), sposata nel gennaio del 1293 a Ladislao il Breve, duca di Cuiavia e dopo il 1320 re di Polonia.
- Anna (n. 1276/78 - m. prima del 1300), suora a Gniezno.

Dopo che Boleslao morì senza eredi maschi, tutto il Ducato della Grande Polonia passò al suo unico nipote Przemysł II, che fu incoronato re di Polonia nel 1295 ma assassinato l'anno seguente. Con la sua morte il ramo della Grande Polonia della dinastia dei Piast si estinse.